# Sipos József (lelkész)
Sipos József (Kecskemét, 1775. március 18. – Békés, 1840. április 8.) református lelkész, nyelvészeti író, tanár.

## Életútja
Tanulmányait szülőföldén kezdte és Debrecenben végezte, ahol 1791. áprilisban lépett a felső osztályba és a szintaxisták tanítója volt. VIII. éves diák korában Hódmezővásárhelyre ment rektornak. Göttingenből hazajövetele után 1799-től Hódmezővásárhelyt tanár, 1802-től Hajdúszoboszlón időközi lelkész, 1803-tól Kecskeméten tanár; 1805-től Szentesen tanár volt. 1818-ban Békésre ment papnak.
Költeménye van a Szépliteraturai Ajándékban (1821); cikkei a Tudományos Gyűjteményben (1820. XII. Az oktalan állatok megevéséről, haszonra fordításáról és azokkal való bánásról, némely gondolatok, 1822. II. rövid jegyzések az esküvésről, VII. Imre György, egy jeles magyar mesterember, 1823. VII. Az Ezopus módja szerint való mesékről); levele Kazinczy Ferenchez: Szentes, 1818. április 18. (Kazinczy Ferencz Levelezése XVI.)

## Munkái
- Ó- és újj magyar, vagy rövid értekezés, miképpen kelljen az ó-magyarsággal az újat egyesíteni? Az az: Miképpen kelljen a régi magyar nyelvet újj nevek, szóllások és formák által gazdagítani, tsinosítani úgy, hogy azt természeti állásából ki ne vegyük? mint némeljek. Előadta egy a Régieket és heljes Újjításokat egyformán kedvellő de a nyelvet elrontani iszonyodó Magyar. Pest, 1816. (Ism. Tudom. Gyűjtemény 1817. XII.)
- A magyarországi helvetziai vallástételt követő oskolai tanítók tárháza. Predikátziók, oratziók. Uo. 1817.